# Осока колючкувата
Осока колючкувата (Carex muricata) — вид рослин родини осокові (Cyperaceae), поширений у Європі й західній Азії.

## Опис
Багаторічна трав'яниста рослина. Репродуктивні пагони 20—60 см заввишки. Суцвіття 1.5—3 см завдовжки. Мішечки 3—4.5 мм завдовжки.

## Поширення
Поширений у Європі й західній Азії.
В Україні вид зростає в широколистяних, рідше хвойно-широколистяних лісах — в Поліссі, Лісостепу, гірському Криму, Донецькому Лісостепу спорадично.